# Rua (Moimenta da Beira)
Rua ist eine Gemeinde (Freguesia) im portugiesischen Kreis Moimenta da Beira. In ihr leben 510 Einwohner (Stand 19. April 2021).